# Journal télévisé du soir
 (octobre 2011).
Le journal télévisé du soir est le titre générique de différentes émissions télévisées d'information, diffusées sur plusieurs chaînes de télévision dans différents pays.

## France

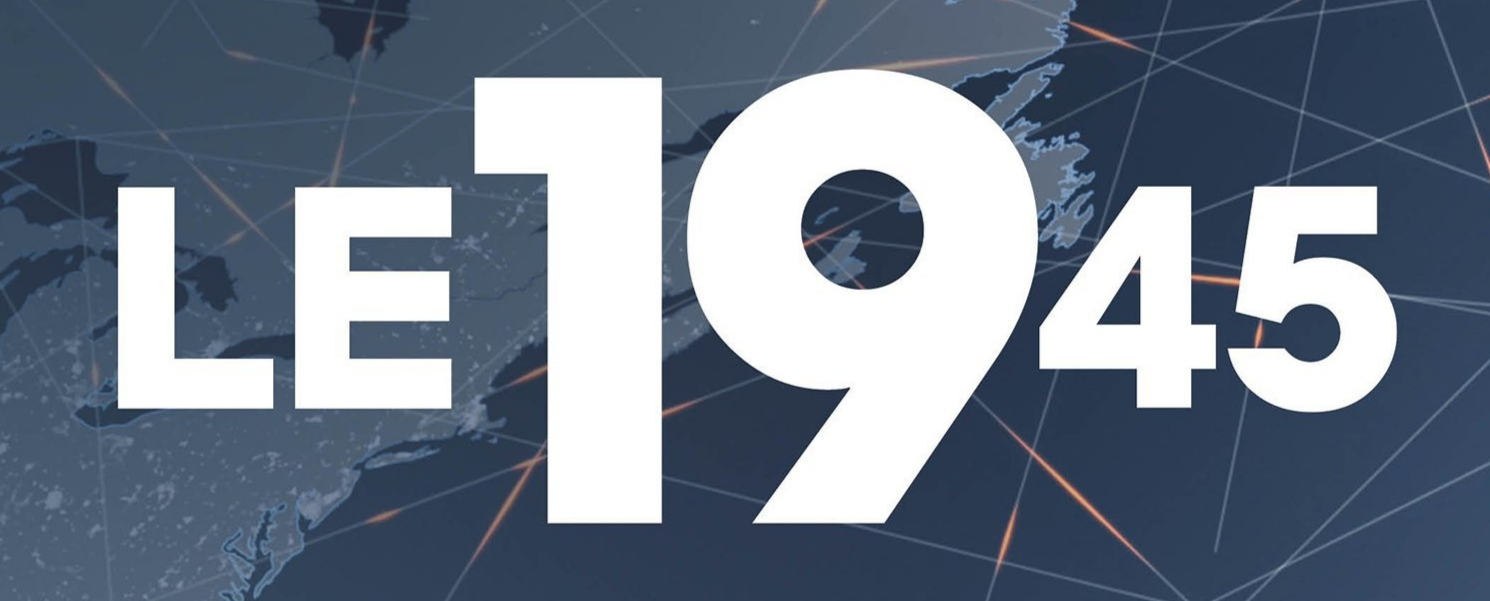
Logo du Le 19:45 de M6.

En France, le journal de 20 heures est le principal journal quotidien des plus grandes chaines télévisées nationales, notamment la chaîne privée TF1 et la chaîne publique France 2.
La tradition de ces journaux (ils existent autour de cet horaire depuis les débuts de la télévision française avec l'ORTF), leur relatif formalisme et leur forte audience, font qu'ils sont quelquefois surnommés la « Grand Messe du 20 heures »[réf. nécessaire]. Néanmoins, de nombreuses fois dans l'histoire de la télévision française, les chaînes avaient dans l'idée de déplacer l'horaire de 20 h pour leur journal phare.
D'autres chaînes possèdent un  journal télévisé (JT) du soir mais commençant avant 20 heures. France 3 propose une longue session d'information d'une heure partagée en deux : le journal régional à 19 heures et le journal national à 19 h 30. Les chaînes M6, Arte et D8 ont toutes trois eu des journaux télévisés commençant entre 19 h 40 et 19 h 45.
Canal+ propose des journaux mais n'a pas non plus de journal commençant à 20 h. De 1988 à 2018, la chaîne cryptée proposait en clair une version satirique du journal de 20 heures dans l'émission Les Guignols de l'info, présentée par PPD, marionnette parodiant Patrick Poivre d'Arvor. La chaîne proposait néanmoins jusqu'en juillet 2016, un vrai journal diffusé à 18 h 45 : le JT.

### Historique
En France, le premier journal télévisé est diffusé le 29 juin 1949 à 21 heures, avec des reportages commentés en direct, par Pierre Sabbagh, depuis la rue Cognacq-Jay à Paris,,. Cette première série de JT est diffusée de 21h à 21h15, sauf le mardi et le dimanche. Pendant six ans, ce journal télévisé, avec des images commentées, se fait sans présentateur visible à l'écran, pour introduire et enchaîner les sujets, voire procéder à des interviews en direct. Un tel présentateur n'est introduit que dans le milieu des années 1950, à l'américaine. C'est Pierre Sabbagh qui pilote cette nouvelle émission de télé. Cette période est aussi celle de conflits militaires, en Corée, en Indochine, puis en Algérie. La question se pose de la brutalité des images. Pour Pierre Sabbagh, « Le cameraman est le témoin de son temps, il doit tout tourner. En revanche, doit-on présenter ces images ? Ça, c’est une autre question ». Le même Pierre Sabbagh explique aussi les premières tromperies que se sont permis ses équipes de reportage. Ainsi, dès les premiers émissions, un des événements sportifs est le Tour de France. Lors d'une journée, la moto du caméraman télé fait une chute alors que Louison Bobet vient de s'échapper du peloton pour tenter d'emporter une étape. Ne disposant pas d'image de Louison Bobet pendant quelque temps, à la suite de la chute, ce sont les images d'un autre coureur roulant en solitaire qui sont diffusées en lieu et place. L'horaire de début devient 20h. Certains présentateurs de ce JT de 20h, rendez-vous très suivi chaque soir par les téléspectateurs, deviennent particulièrement célèbres. Il s'agit notamment, à partir de 1959, de Léon Zitrone sur la première chaîne de l'ORTF, puis plus tard TF1 et Antenne 2, de Roger Gicquel, aussi sur TF1, qui officie dans la semaine entre 1975 et 1980, de Patrick Poivre d'Arvor de 1987 à 2008, également en semaine, sur la même chaîne, de Christine Ockrent sur la deuxième chaîne de 1981 à 1985, première femme à présenter régulièrement un journal télévisé de 20 heures en France, ou encore par exemple de Claire Chazal qui anime le JT du soir pour TF1 le week-end de 1991 à 2015.

### Liste
| Chaînes  | Nom                  | Débute à | Durée           | Présentation                                                                            | Site Web |
| -------- | -------------------- | -------- | --------------- | --------------------------------------------------------------------------------------- | -------- |
| TF1      | Journal de 20 heures | 20 h     | 30 à 40 minutes | Gilles Bouleau, Anne-Claire Coudray, Jean-Baptiste Boursier, Audrey Crespo-Mara (liste) |          |
| France 2 | Journal de 20 heures | 20 h     | 30 à 40 minutes | Anne-Sophie Lapix, Laurent Delahousse, Julien Arnaud, Sonia Chironi (liste)             |          |
| France 3 | Ici 19/20            | 19 h 30  | 25 minutes      | Carole Gaessler, Catherine Matausch (liste)                                             |          |
| M6       | Le 19:45             | 19 h 45  | 30-35 minutes   | Xavier de Moulins, Dominique Tenza                                                      |          |
| Arte     | Arte Journal         | 19 h 45  | 20 minutes      | Kady Adoum-Douass, Marie Labory                                                         |          |

Ce tableau liste les journaux principaux du soir. Mais en France, il existait, à l'instar de la Belgique (expliqué plus bas), des journaux d'avant-soirée et des journaux d'après-soirée.
TF1 proposait un flash à 18 h 30 dans les années 1980. La chaîne a également proposé, de sa création en 1975 jusqu'à 1992, un journal de la nuit, parfois même appelé « Journal de 23 heures ». Ce journal, d'une durée variant de 15 à 25 minutes, était diffusé à des horaires variés, entre 22 h 30 et 1 h 30 du matin. Il était présenté par divers présentateurs tels que Jean-Claude Narcy, Jean-Pierre Pernaut, Alain Rodier, Jacques Lenoir, Christian de Dadelsen, etc. En 1992, ce journal est devenu une édition tout-en-images. Mais à la création de LCI, la chaîne d'information en continu du groupe TF1, un journal de 15 minutes produit par LCI (l'édition de minuit) était diffusé sur TF1 le soir, entre 00 h et 01 h du matin et rediffusé plusieurs fois la nuit. Cela a permis de donner plus de visibilité au journal de fin de soirée de la chaîne, de moins en moins regardé du fait de sa programmation beaucoup trop tardive. La diffusion s'est stoppée en 2001. TF1 proposait également au début des années 1980 un « journal de la mi-soirée », entre la première partie de soirée et la seconde, aux alentours de 21 h 45-22 h 15.
France 2 (auparavant Antenne 2) également a proposé divers journaux le soir en dehors du journal de 20 heures. C'est la Vie était une émission d'information (mais principalement tournée vers les faits de société, l'économie, l'écologie et la vie de tous les jours), présentée par Noël Mamère à 18 h 30 ou 18 h 45 selon les années pour une durée de 15 à 20 minutes. L'émission a été arrêtée en 1986. France 2 a également proposé un journal de la nuit, diffusé entre 22 h 45 et 1 h 30, pour une durée de 15 à 20 minutes, et présenté par diverses personnes telles que Gérard Holtz, Florence Dauchez, Phillipe Gassot, Hervé Claude, etc. L'édition est devenue tout-en-images en 2007 et elle a été supprimée de l'antenne en juillet 2013.

## Belgique
En Belgique, trois périodes de diffusion des informations sont distingués, outre le Journal de 13 heures :
- Les journaux d'avant soirée, qui débutent généralement en fin d'après-midi.
- Les journaux du soir : principaux rendez-vous d'information des chaînes généralistes. Ils débutent à 19h ou 19h30.
- Les journaux de fin de soirée.

### Listes
| Chaînes | Nom          | Heures  | Jours   | Langues     | Présentation | Site Web |
| ------- | ------------ | ------- | ------- | ----------- | ------------ | -------- |
| Één     | Het Journaal | 18 h 00 | Lu.-Di. | néerlandais |              |          |
| VTM     | Het Nieuws   | 17 h 45 | Lu.-Di. | néerlandais |              |          |

| Chaînes  | Nom                     | Heures  | Jours   | Langues                     | Présentation                                                                                        | Site Web |
| -------- | ----------------------- | ------- | ------- | --------------------------- | --------------------------------------------------------------------------------------------------- | -------- |
| La Une   | JT 19h30                | 19 h 30 | Lu.-Di. | français                    | François de Brigode (du lundi au jeudi) Hadja Lahbib (du vendredi au dimanche)                      |          |
| La Deux  | Le 15 Minutes           | 19 h 00 | Lu.-Ve. | français                    | Ophélie Fontana et Jonathan Bradfer Delphine Simon et Nicolas Gillard (remplacements)               |          |
| La Trois | JT traduction gestuelle | 19 h 30 | Lu.-Di. | français, Langue des signes | François de Brigode (du lundi au jeudi) Hadja Lahbib (du vendredi au dimanche)                      |          |
| RTL-TVI  | RTL Info                | 19 h 00 | Lu.-Di. | français                    | Hakima Darhmouch ou Michel De Maegd (du lundi au jeudi) Caroline Fontenoy (du vendredi au dimanche) |          |
| Één      | Het Journaal            | 19 h 00 | Lu.-Di. | néerlandais                 | |          |
| VTM      | Het Nieuws              | 19 h 00 | Lu.-Di. | néerlandais                 | |          |

| Chaînes | Nom               | Heures  | Jours   | Langues     | Présentation                                  | Site Web |
| ------- | ----------------- | ------- | ------- | ----------- | --------------------------------------------- | -------- |
| La Deux | Le 12 Minutes     | 22 h 30 | Lu.-Di. | français    | Eric Boever, Nicolas Gillard, Esmeralda Labye |          |
| Één     | Het Journaal laat | 22 h 15 | Lu.-Di. | néerlandais |                                               |          |

## Royaume-Uni
| Chaînes   | Nom                       | Heures  | Langues           | Présentation                                                                            | Site Web |  |
| --------- | ------------------------- | ------- | ----------------- | --------------------------------------------------------------------------------------- | -------- |  |
| BBC One   | BBC News at Six           | 18h00   | anglais           | George Alagiah / Fiona Bruce / Sophie Raworth                                           |          |  |
| BBC One   | BBC Regional Evening News | 18h30   | anglais           | Présentateurs varient selon région                                                      |          |  |
| BBC One   | BBC News at Ten           | 22h00   | anglais           | Huw Edwards / Fiona Bruce                                                               |          |  |
| BBC One   | BBC Regional Late News    | 22h30   | anglais           | Présentateurs varient selon région                                                      |          |  |
| BBC Alba  | An Là                     | 20 h 00 | gaélique écossais | varie                                                                                   |          |  |
| ITV       | ITV Regional Evening News | 18 h 00 | anglais           | Présentateurs varient selon région                                                      |          |  |
| ITV       | ITV Evening News          | 18 h 30 | anglais           | Mary Nightingale                                                                        |          |  |
| ITV       | ITV News at Ten           | 22 h 00 | anglais           | Tom Bradby                                                                              |          |  |
| ITV       | ITV News Regional         | 22 h 30 | anglais           | Présentateurs varient selon région                                                      |          |  |
| Channel 4 | Channel 4 News            | 19 h 00 | anglais           | Jon Snow / Krishnan Guru-Murthy / Matt Frei / Cathy Newman / Jackie Long / Fatima Manji |          |  |
| S4C       | Newyddion 9 a'r Tywydd    | 21 h 00 | gallois           | Varie                                                                                   |          |  |
| Channel 5 | 5 News                    | 17 h 00 | anglais           | Claudia-Liza Armah / Katherine Nash / Sian Williams                                     |          |  |

## Suisse
En Suisse tous les principaux journaux télévisés sont diffusés sur les chaînes publiques de la SRG SSR. Il existe un journal dans chaque langue nationale suisse. La RTS (Suisse romande) et la SRF (Suisse alémanique) proposent aussi une version signée pour les sourds et les malentendants

### Liste
| Chaînes  | Nom                    | Heures  | Langues                     | Présentation                  | Site Web |
| -------- | ---------------------- | ------- | --------------------------- | ----------------------------- | -------- |
| RTS Un   | Journal de 19:30       | 19 h 30 | français                    | Phillipe Revaz, Fanny Zürcher |          |
| RTS Deux | Journal de 19:30 signé | 19 h 30 | français, langue des signes | Phillipe Revaz, Fanny Zürcher |          |
| SRF 1    | SRF Tagesschau         | 19 h 30 | allemand                    |                               |          |
| SRF 1    | Telesguard             | 17 h 40 | romanche                    |                               |          |
| SRF Info | SRF Tagesschau signé   | 19 h 30 | allemand, langue des signes |                               |          |
| RSI La 1 | Telegiornale           | 20 h 00 | italien                     |                               |          |